# مرال اوکای
مرال اوکای (ترکی استانبولی: Meral Okay; ۲۰ سپتامبر ۱۹۵۹ – ۹ آوریل ۲۰۱۲) هنرپیشه، تهیه‌کننده و فیلم‌نامه‌نویس اهل ترکیه بود.
از فیلم‌ها یا برنامه‌های تلویزیونی که وی در آن نقش داشته‌است می‌توان به بین‌المللی اشاره کرد.